# 卢万河运河
卢万河运河（法語：Canal du Loing，法語發音：[kanal dy lwɛ̃]）是法国卢瓦雷省的一条运河，是卢万河的旁侧运河，长45.9千米。